# Pierre Ruelle
Pierre Ruelle (* 10. April 1911 in Pâturages, Colfontaine; † 14. Februar 1993 in Mons) war ein belgischer Romanist, Mediävist und Dialektologe.

## Leben und Werk
Ruelle war zuerst Volksschullehrer in Mons und Nivelle. Ab 1942 gehörte er der Résistance an. Nach dem Krieg studierte er Romanische Philologie an der Université Libre de Bruxelles (ULB), machte 1948 Licence mit der Arbeit Le vocabulaire professionnel du houilleur borain. Etude dialectologique (Brüssel 1953, 1982) und promovierte 1957 mit einer Ausgabe von Huon de Bordeaux (Brüssel 1960). Von 1958 bis 1981 war er Professor an der Université Libre de Bruxelles. Ab 1975 gehörte er der Académie royale de langue et de littérature françaises an. Ruelle engagierte sich im Mouvement wallon pour le Retour à la France.

## Weitere Werke
- (Hrsg.) Actes d’intérêt privé conservés aux Archives de l’État à Mons (1316–1433), Brüssel 1962
- (Hrsg.) Les Congés d’Arras de Jean Bodel, Baude Fastoul, Adam de la Halle, Brüssel 1965, Paris 2001
- (Hrsg.) L’ornement des dames („Ornatus mulierum“). Texte anglo-normand du 13e siècle. Le plus ancien recueil en français de recettes médicales pour les soins du visage. Publié avec une introduction, une traduction, des notes et un glossaire. Brüssel 1967 (= Université libre de Bruxelles. Travaux de la Faculté de philosophie et lettres. Band 36)
- (Hrsg.) Les Dits du clerc de Vaudoy, Brüssel 1969
- Les proverbes borains, Paris 1969
- Les noms de veines de charbon dans le Borinage (XVe-XVIe s.), Lüttich 1970
- (Hrsg.) Le Besant de Dieu de Guillaume le Clerc de Normandie, Brüssel 1973
- (Hrsg.) Recueil général des isopets. 3, L’ Ésope de Julien Macho, Paris 1982
- (Hrsg.) Chartes en langue française antérieures à 1271 conservées dans la province de Hainaut, Paris 1984
- (Hrsg.) Le Dialogue des créatures. Traduction par Colart Mansion (1482) du Dialogus creaturarum, XIVe siècle, Brüssel 1985
- (Hrsg.) Les Apologues de Guillaume Tardif et les Facetiae morales de Laurent Valla, Genf/Paris 1986
- Un certain amour de la France, Paris 1988
- (Hrsg.) Recueil général des isopets. Tome Quatrième, Les Fables d'Eude de Cheriton, Paris 1999